# Arådalen

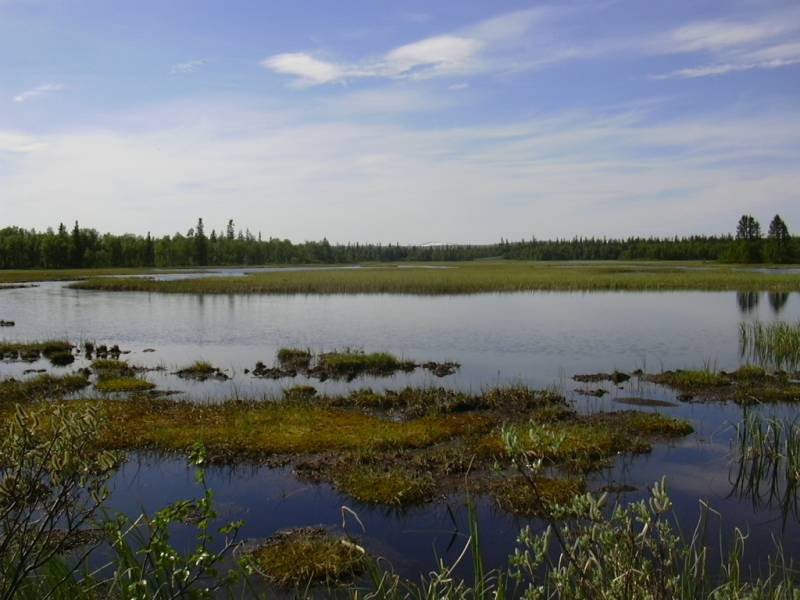
Der See Angelikasjön in Arådalen

Arådalen ist ein Tal westlich des Berges Hundshögen (1.371 m) im südlichen Oviksfjäll in Jämtland, Schweden. Das Tal wurde nach dem Fluss Arån benannt, der vom Tal aus Richtung Süden in den Ljungan fließt. Dieses Gebiet wurde 2006 als Arådalen Naturreservat ausgewiesen. In diesem Tal gibt es die Almsiedlungen Västra Arådalen (westliches Arådalen) sowie Östra Arådalen (östliches Arådalen). Als "Ort" Arådalen ist nach allgemeiner Auffassung von Västra Arådalen die Rede.

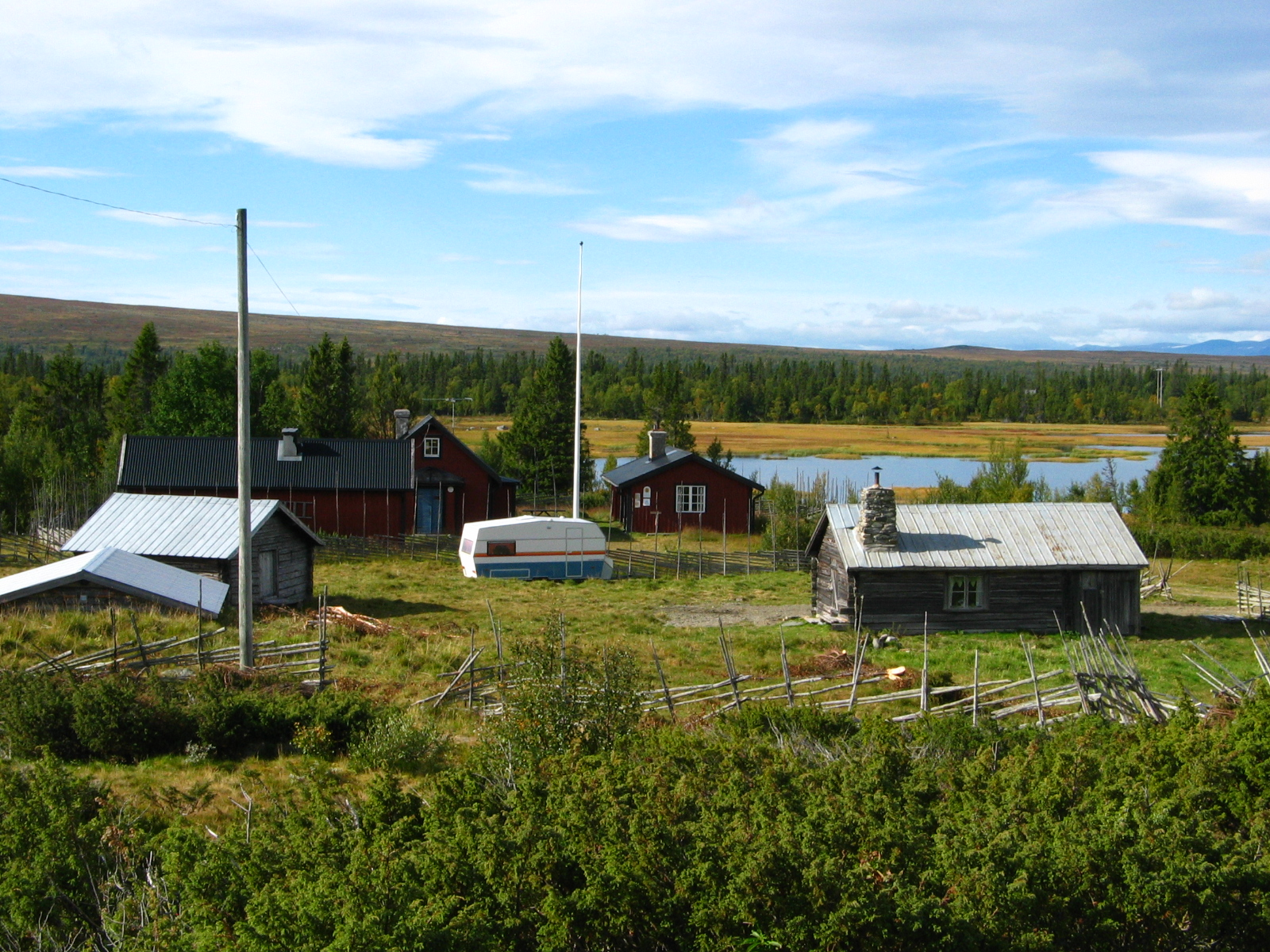
STF-Turiststation in Arådalen

Arådalen ist geprägt von rund 130 Ferienhütten in Privatbesitz. 1895 wurde hier die erste Jugendherberge des Schwedischen Touristenvereins STF (Arådalens Turiststation) am angestauten See Angelikasjön errichtet. Im Jahre 1909 wurde dann die heutige Wandererherberge gebaut, die im Sommer für Gäste geöffnet ist. Nahe der Jugendherberge gibt es eine Kapelle, erbaut in den 1970er Jahren, sowie einige Katen der Samí. Jugendherberge und Kapelle sind im Besitz der Schwedischen Kirche, der große Gebiete in Arådalen gehören.

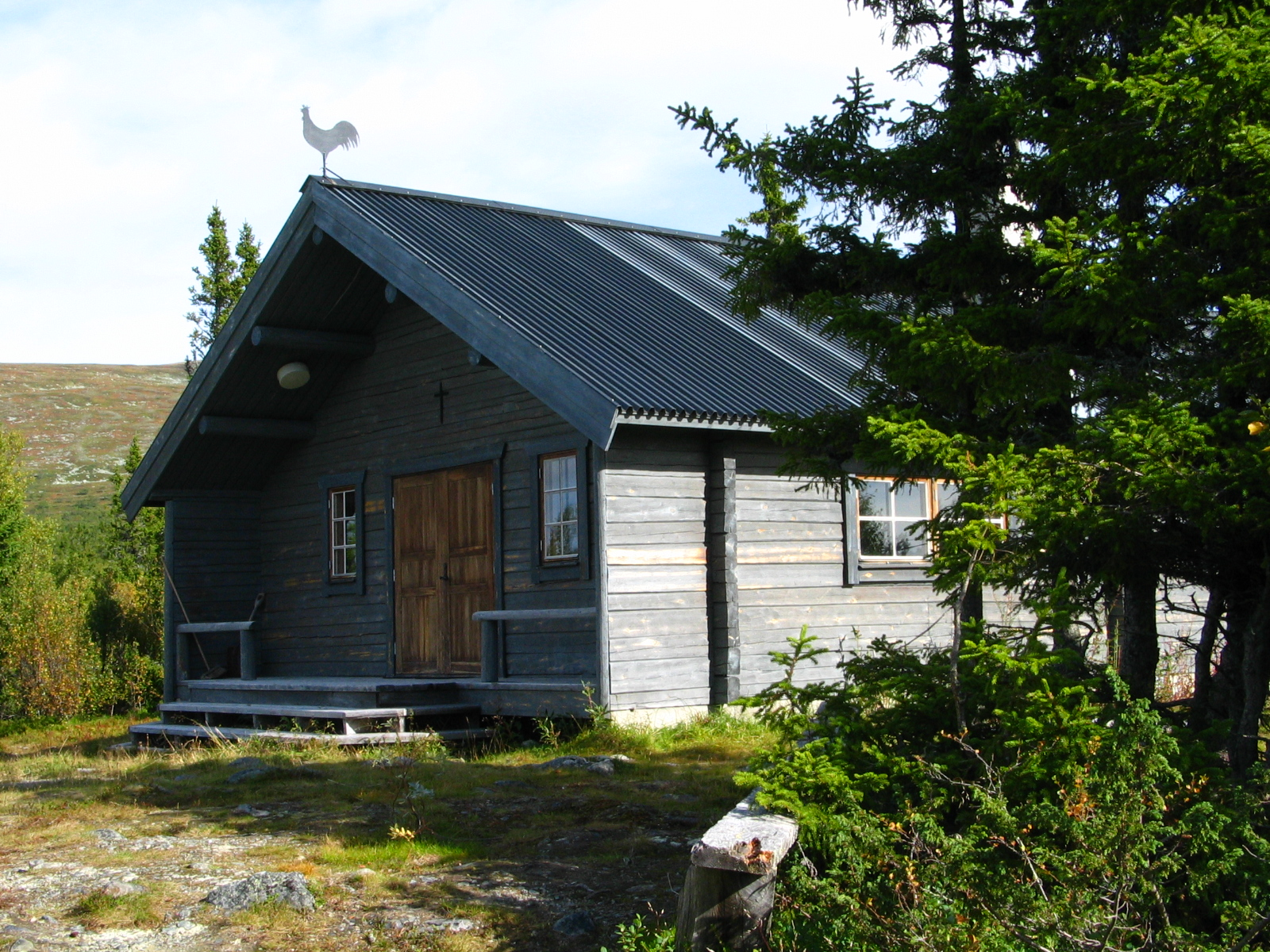
Die Kapelle in Arådalen

Als Stichstraße vom Fäbodvägen wurde zeitgleich mit diesem in den Jahren 1964/1965 eine befahrbare Straße nach Arådalen und in das im Westen angrenzende Samídorf Glen angelegt.